# Пластова вулиця (Київ)
Пластова вулиця — вулиця в Дніпровському районі міста Києва, місцевість Соцмісто. Пролягає від Дарницької площі до Фінського провулка.
Прилучаються вулиці Володимира Сосюри і Павла Усенка.

## Історія
Вулиця виникла у середині XX століття, 1957 року набула назву Барановичська. 1965 року названа на честь радянського партизана і партійного діяча Івана Сергієнка.
Сучасна назва з 2022 року на честь "Пласту"— національної скаутської організації України.

## Будівлі

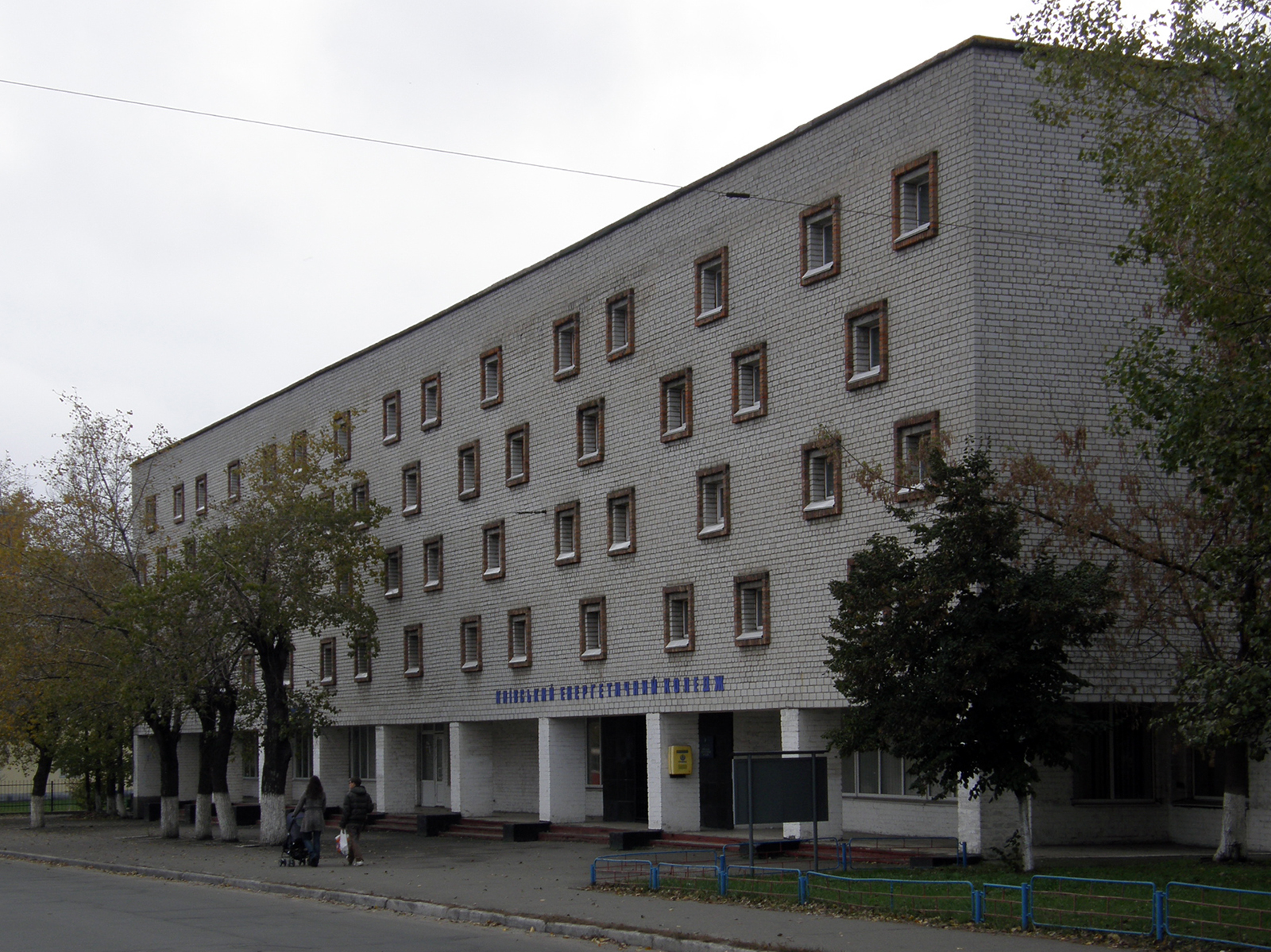
№ 5 — Київський енергетичний коледж

- Басейн «Палац підводного плавання» (№ 2/3)
- Дніпровський районний суд м. Києва (№ 3)
- Київський енергетичний коледж (№ 5)
- Міська станція швидкої допомоги, підстанція № 2 (№ 6)
- Дитяча поліклініка (відділення № 1) Дніпровського району (№ 23)

## Громадський транспорт
Маршрути трамваїв (дані на 2011 рік)
№ 8: Станція метро «Лісова» — станція метро «Позняки»;
№ 22: ЗЗБК — Воскресенський проспект;
№ 29: Станція метро «Лісова» — станція метро «Бориспільська»;
№ 33: Вулиця Лифаря — ДВРЗ.
27 Станція метро "Позняки"- Вулиця Милославська
Маршрути автобусів (дані на 2011 рік)
№ 6: Дарницька площа — Троєщина;
№ 63: Станція метро «Червоний Хутір» — станція метро «Чернігівська».
Маршрути маршрутних таксі (дані на 2011 рік)
№ 414: Дарницька площа — Троєщина;
№ 555: ДВРЗ — ринок «Троєщина».